# Сольр-ле-Шато (кантон)

Кантон Сольр-ле-Шато в составе округа Авен-сюр-Эльп

Сольр-ле-Шато́(фр. Solre-le-Château) — упраздненный кантон во Франции, регион Нор — Па-де-Кале, департамент Нор. Входил в состав округа Авен-сюр-Эльп. Упразднен в результате реформы 2015 года.
В состав кантона входили коммуны (население по данным Национального института статистики за 2011 г.):
- Берель (169 чел.)
- Борьё (164 чел.)
- Бузини-сюр-Рок (434 чел.)
- Димешо (356 чел.)
- Димон (325 чел.)
- Клерфе (371 чел.)
- Кузольр (2 374 чел.)
- Ле-Фонтен (223 чел.)
- Льесси (548 чел.)
- Сар-Потери (1 491 чел.)
- Сольр-ле-Шато (1 798 чел.)
- Сольринн (131 чел.)
- Шуази (66 чел.)
- Эб (369 чел.)
- Эккль (97 чел.)
- Эстрю (300 чел.)

## Экономика
Структура занятости населения:
- сельское хозяйство — 12,6 %
- промышленность — 7,2 %
- строительство — 8,5 %
- торговля, транспорт и сфера услуг — 30,5 %
- государственные и муниципальные службы — 41,2 %

Уровень безработицы (2010) - 14,8 % (Франция в целом — 12,1 %, департамент Нор — 15,5 %). 

Среднегодовой доход на 1 человека, евро (2010) — 19 676 (Франция в целом — 23 780, департамент Нор — 21 164).

## Политика
Жители кантона на выборах 2012 года отдали предпочтение правым. На президентских выборах 2012 г. они отдали Николя Саркози в 1-м туре 27,5 % голосов против 26,4 % у Марин Ле Пен и 24,2 % у Франсуа Олланда, во 2-м туре в кантоне победил Саркози, получивший 54,2 % голосов (2007 г. 1 тур: Саркози — 30,6 %, Сеголен Руаяль — 20,6 %; 2 тур: Саркози — 56,3 %). На выборах в Национальное собрание в 2012 г. по 3-му избирательному округу департамента Нор жители кантона поддержали действующего депутата, кандидата партии Союз за народное движение Кристин Марен, набравшую 28,1 % голосов в 1-м туре и 54,8 % — во 2-м туре. (2007 г. 24-й округ. Ален Пуар (СНД): 1-й тур — 45,7 %, 2-й тур — 54,4 %). На региональных выборах 2010 года в 1-м туре победил список социалистов, собравший 25,3 % голосов против 20,8 % у списка «правых». Во 2-м туре единый «левый список» с участием социалистов, коммунистов и «зелёных» во главе с Президентом регионального совета Нор-Па-де-Кале Даниэлем Першероном получил 43,5 % голосов, «правый» список во главе с сенатором Валери Летар занял второе место с 29,4 %, а Национальный фронт Марин Ле Пен с 27,1 % финишировал третьим.
|  | Кандидат       | Партия                    | % голосов |
|  | -------------- | ------------------------- | --------- |
|  | Филипп Лети    | Социалистическая партия   | 69,91     |
|  | Кристиан Бинуа | Союз за народное движение | 30,09     |

|  | Кандидат    | Партия                    | % голосов |
|  | ----------- | ------------------------- | --------- |
|  | Филипп Лети | Социалистическая партия   | 58,96     |
|  | Ги Эрфелен  | Союз за народное движение | 41,04     |